# Heinrich Gaedcke
Ludwig Heinrich Gaedcke (16 de enero de 1905 - 21 de diciembre de 1992) fue un general alemán.

## Primeros años
Era el hijo de un abogado y se crio en Guben. Después de la graduación del Gymnasium en 1924, se unió al 8.º Regimiento de Infantería Prusiano como soldado profesional en 1925. Sirvió en varios puestos hasta 1935, cuando fue promovido a capitán y admitido en la Academia de Guerra para la formación del generalato. Subsiguientemente trabajó como administrativo en el Personal General del Ejército.

## Segunda Guerra Mundial
Durante la Segunda Guerra Mundial sirvió como oficial del generalato de la 25.ª División de Infantería entre junio de 1940 a enero de 1943, y fue promovido a mayor en 1940, teniente coronel en 1943 y coronel en 1943. En febrero de 1943 fue asignado a la reserva del Mando del Ejército y pasó gran parte de 1943 como docente en la academia militar. Actuó como oficial del personal general del XXIV Cuerpo Panzer en octubre-noviembre de 1943 y del XI Cuerpo de Ejército entre diciembre de 1943 y febrero de 1944. Entre febrero y julio de 1944 fue asignado de nuevo a la reserva. En julio de 1944 se convirtió en suplente del jefe de Estado Mayor general del 4.º Ejército y en agosto de 1944 pasó a ser jefe de Estado Mayor general del 6.º Ejército. Fue promovido a mayor general en 1944.

## Guerra fría
Entre 1948 y 1956 trabajó en papeles de gerencia para las compañías Bürkle y Bahlsen. Tras el rearme de Alemania Occidental se unió al Bundeswehr como uno de sus primeros oficiales generales en 1956. Comandó la Academia Militar de las Fuerzas Armadas Alemanas entre 1957 y 1959 y la 11.ª División de Granaderos Panzer del Bundeswehr entre 1959 y 1960. Entre 1961 y 1965 fue comandante general del 3.º Cuerpo en Koblenz. Fue promovido a teniente general en 1961. A su jubilación en 1965 recibió la Cruz de Caballero Comandante de la Orden del Mérito de la República Federal Alemana y la francesa Legión al Mérito.

## Familia
Tuvo cuatro hijos y fue el abuelo materno del Secretario General de la Comisión Europea Martin Selmayr. Martin Selmayr ha afirmado que su compromiso con el proyecto europeo en parte se debe a un viaje que hizo de adolescente con Gaedcke por los campos de batalla y cementerios militares de Verdún, donde Gaedcke le dijo que su generación tenía la obligación de impedir la repetición de los errores del pasado.

## Condecoraciones
- Cruz Alemana en Oro el 7 de marzo de 1942 como Mayor en Generalstab en la 25.ª División de Infantería (motorizada)[6]
- Cruz de Caballero de la Cruz de Hierro el 7 de abril de 1944 como Oberst im Generalstab y Jefe de Estado Mayor del XI. Cuerpo de Ejército[7]
- Cruz de Caballero Comandante de la Orden del Mérito de la República Federal de Alemania (1965)
- Legión al Mérito (1965)